# Henrik Widegren
Henrik Daniel Widegren, född 11 maj 1971 i Södertälje,  är en svensk läkare, låtskrivare och artist.

## Biografi
Widegren är doktor i medicinsk vetenskap och verksam som specialistläkare inom öron-, näs- och halssjukdomar och foniatri vid Universitetssjukhuset i Lund. Han disputerade 2010 på avhandlingen Innate defense mechanisms of the nasal airway.
Vid sidan om sitt arbete som läkare har Widegren varit verksam i olika musik- och underhållningssammanhang, ursprungligen inom studentvärlden. Under 1990-talet var han en av de ledande aktörerna inom Lundaspexarna – bland annat gjorde han titelrollen i Uarda 1998 – och var under ett antal uppsättningar även ensemblens regissör. Tillsammans med kompositören Joel Bexelius författade han även den nyskrivna musikalen Spel, som sattes upp på Akademiska Föreningen 2001.
Inom Lundakarnevalen var Widegren 1998 sektionschef för  karnevalsspexet Shaka Zulu, vilket han även skrivit manus för tillsammans med Hugo Carlsson och Ola Bergstrand samt medverkade i. I karnevalen 2002 var han sektionschef för karnevalsfilmen Vaktmästaren och professorn till vilken han skrivit manus tillsammans med Anders Andersson. Tillsammans med Joel Bexelius skrev han texten till de vinnande karnevalsmelodierna vid såväl 2002 som 2006 års karneval.
Widegren är en av initiativtagarna till Lunds musikteater, en halvprofessionell ensemble som producerat två uppsättningar: Moby Dick (2007) och Den bästa av världar (2008). För den första av dessa uppsättningar stod Widegren för översättningen, den senare för originalmanus, i båda fallen i samarbete med Hugo Carlsson. 
Vidare är Widegren en av grundarna och medlemmarna i den 1992 grundade sång- och underhållningskvartetten Last Call där han sjunger barytonstämman och står för många av gruppens texter. Last Call uppträdde bland annat på Visfestivalen i Västervik 2007 och 2008. En av kvartettens sånger, protestvisesatiren Folkets rättigheter, retade vid middagen efter doktorspromotionen i Lund 2008 så till den grad upp genusprofessorn Tiina Rosenberg att hon avbröt framträdandet med att rusa fram och skrika "fuck you".
År 2011 bildade Widegren, tillsammans med Mats Nilsson, Anders Dellson och Jerker Brandt, popgruppen Verklighetens Folk. Verklighetens Folk spelar villapop, vilket är ”en blandning av träregel och Tomas Ledin”. Verklighetens Folk har givit ut fyra EP, Villapop 1-4, och bland annat uppträtt på Lund Comedy Festival och Lundakarnevalen.
Sedan 2012 har Widegren även skrivit och framträtt med låtar om sjukvården under etiketten ”sjuka sånger”. Låtarna publiceras regelbundet på tidningen Sjukhusläkarens hemsida samt på Widegrens youtubekanal. Låtarna har även samlats i albumen Sjuka sånger, Absolute Landsting 2 och Du är inte frisk. Du är bara inte tillräckligt undersökt. Singeln Googla aldrig dina symptom fick stor uppmärksamhet. Hösten 2017 blev Widegren JK-anmäld av kirurgen Paolo Macchiarini för grovt förtal för en textrad i sången "Balladen om stjärnkirurgen Paolo Macchiarini", men utredningen lades ned. 2019 släppte Widegren Medical Melodies and Surgical Songs, ett album med sjukvårdslåtar på engelska. Videon till låten Never Google Your Symptoms blev viral och har mer än 5 miljoner visningar på YouTube. 2020 släppte han albumen Nästan normala låtar, med svenska låtar om andra ämnen än sjukvård, och Doctor Feelgood med engelska sångtexter. 2021 släppte han albumen Öron-näsa-halsgodis och X-Ray to Hell, och 2023 Popvetenskap - Låtar inspirerade av Fråga Lund.
Sedan 2016 är Widegren krönikör i Dagens Medicin och är medlem i panelen i SVT-produktionen Fråga Lund. På Lund Comedy Festival 2018 hade soloföreställningen Medicinens sjuka historia premiär. Föreställningen blandar sjukvårdshistoria med musik och fick god kritik, och spelades runtom i Sverige under 2019 och 2020. Soloföreställningarna Sjuk, frisk eller mittemellan och Bäst före, turnerade 2021-2024, och den fjärde, Mat & Myt hade premiär hösten 2024. År 2023 och 2024 var Widegren gästartist i den återupplivade Arlövsrevyn. 

### Familj
Henrik Widegren är gift med Jessica Widegren, född Petri, som bland annat har ett förflutet inom Boelspexarna. Gipsrepliker av deras näsor hänger på plats 132 respektive 133 i Nasoteket på Athen i Lund.

## Diskografi (CD)
- 2002 – Vaktmästaren & Professorn (med Lundakarnevalen)
- 2005 – Last Call (med kvartetten Last Call)
- 2008 – Sånger från Skamvrån (med kvartetten Last Call)
- 2012 – Villapop (EP med Verklighetens Folk)
- 2014 – Villapop 2 (EP med Verklighetens Folk)
- 2015 – Sjuka sånger
- 2015 – Villapop 3 (EP med Verklighetens Folk)
- 2016 – Absolute Landsting 2
- 2017 – Du är inte frisk, du är bara inte tillräckligt undersökt
- 2017 – Villapop 4 (EP med Verklighetens Folk)
- 2019 – Medical Melodies and Surgical Songs
- 2020 – Nästan normala låtar
- 2020 – Doctor Feelgood
- 2021 – Öron-Näsa-Halsgodis
- 2021 – X-Ray to Hell
- 2023 – Popvetenskap - Låtar inspirerade av Fråga Lund